# Florent III de Hollande
Florent III de Hollande (en néerlandais : Floris III van Holland), né à La Haye vers 1141 et mort à Antioche le 1er août 1190, est comte de Hollande de 1157 à 1190.
Il est le fils de Thierry VI, comte de Hollande, et de Sophie de Luxembourg.

## Biographie
Il épousa Ada d'Écosse, sœur du roi Guillaume le Lion. Les comtes de Hollande en adoptèrent le lion rampant, pour leurs armoiries, ainsi que les prénoms d'Ada et de Guillaume.
Florent III est un fidèle vassal de l'empereur Frédéric Ier Barberousse et l'accompagna lors de deux expéditions en Italie, en 1158 et de 1176 à 1178. L'empereur le remercia en l'intégrant dans la noblesse impériale et en lui accordant les droits de douane sur Geervliet, la plus importante cité commerciale de la région. Ce n'était que la légalisation d'une situation existante, car les comtes de Hollande percevaient indûment des taxes depuis le XIe siècle.
De nombreux paysans s'installaient en Hollande pour convertir les marais en polders. Des barrages et des canaux sont construits, et la frontière entre le comté de Hollande et l'évêché d'Utrecht durent être précisées. Il y a un conflit entre Floris et l'évêque d'Utrecht, Godefroid de Rhenen, au sujet d'un barrage sur le Rhin à Zwammerdam en 1165, qui doit être arbitré par l'empereur Frédéric. Le frère de Floris, Baudouin, devient évêque d'Utrecht en 1178.
Une guerre oppose la Hollande à la Flandre, car le comte de Flandre Philippe d'Alsace voulait la Zélande. Florent fut capturé à Bruges et doit accepter la mainmise de la Flandre sur la Zélande en échange de sa libération. Florent doit également réprimer une révolte des Frisons occidentaux. En 1170, une inondation dévasta le nord et forma le Zuiderzee.
En 1189, Florent accompagne Frédéric Barberousse lors de la troisième croisade et en est l'un des chefs. Il meurt de maladie en 1190 à Antioche, et y est enterré.

## Famille

### Mariages et enfants
Il épouse le 28 août 1162 Ada d'Huntingdon, fille d'Henri d'Écosse, comte de Northumberland, et d'Ada de Warenne ; et sœur des rois Malcolm IV d'Écosse et Guillaume Ier d'Écosse. Ils ont :
- Thierry VII (mort en 1203), comte de Hollande ;
- Guillaume Ier (1167-1222), seigneur de Frise puis comte de Hollande ;
- Florent (mort en 1210), chanoine à Utrecht et à Middelbourg ;
- Baudouin (mort en 1204) ;
- Ada (morte après 1205), mariée en 1176 à Othon Ier, margrave de Brandenbourg ;
- Marguerite (morte après 1203), mariée en 1182 à Thierry IV, comte de Clèves ;
- Elisabeth ;
- Hedwige ;
- Agnès (morte en 1228), abbesse à Rijnsbourg.

## Galerie

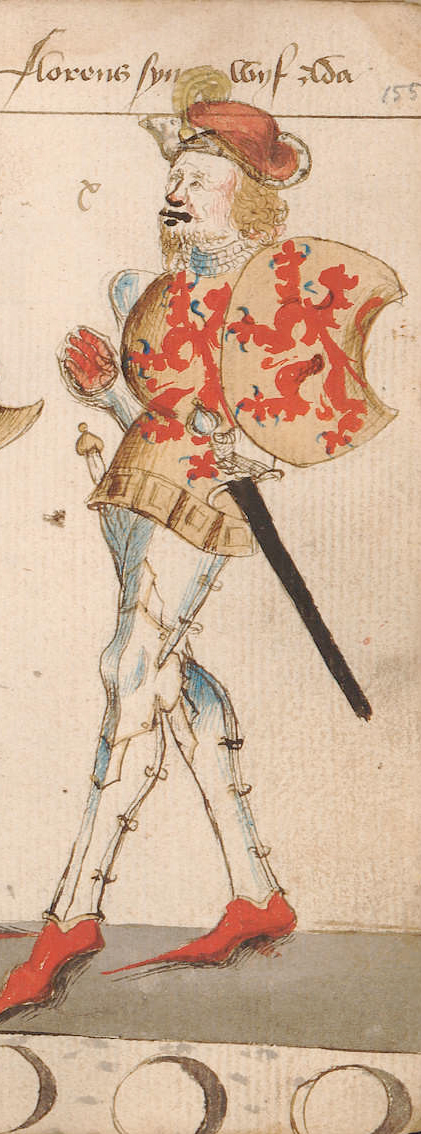
Florent III représenté par Hendrik van Heessel (XVe siècle).

### Source
- (en) Cet article est partiellement ou en totalité issu de l’article de Wikipédia en anglais intitulé « Floris III, Count of Holland » (voir la liste des auteurs).

- Ressource relative aux beaux-arts :   - British Museum
- Notices dans des dictionnaires ou encyclopédies généralistes :   - Biografisch Portaal van Nederland
  - Deutsche Biographie
- Notices d'autorité :   - VIAF
  - GND